# 이양무
이양무(李陽茂, ? ~ 1231년, 고종 18년)는 본관은 전주(全州)로 전라북도 전주에서 태어나 장군(將軍)을 지냈다. 부인은 상장군(上將軍)을 지낸 이강제(李康濟)의 딸이다. 태조 이성계의 현조부(5대조)이며, 부친은 이린(李璘)이다. 묘소는 강원도 삼척 활기리의 준경묘이며, 부인의 묘소는 영경묘이다.

## 생애

### 출생과 몰년
전주에서 대대로 살다가 아들인 이안사와 삼척(三陟) 활기리(活耆里)로 이주하였고, 여기에서 1231년(고려 고종 18년)까지 살았다. 현재 강원도 삼척시 미로면 활기리 노동(蘆洞) 신좌을향(辛坐乙向) 준경묘(濬慶墓)에 모셔져 있다. 부인 이씨도 강원도 삼척시 미로면 동산리(東山里) 묘좌유향(卯坐酉向) 영경묘(永慶墓)에 모셔져 있다. 1899년(광무 3년) 4월 16일 조선 고종은 준경묘·영경묘라고 묘소에 존호(尊號)를 올리고 양쪽에 묘비와 음기(陰記, 새겨 기록함)를 하였다.

### 무인활동
《고려사》「선거지(選擧志)」에 `고종 8년(1221) 4월에 우간의대부(右諫議大夫) 최선단(崔先旦)이 과거급제자 이양무(李陽茂) 등 86인을 선발했다'는 구절이 있어 `이양무'라는 이름이 《고려사》에 처음 나오는데 20세 전후로 등용되었다면 10년후 젊은나이에 요절한 것이 된다. 정확한 기록은 확인할 수 없다.

## 전해지는 이야기
활기리에는 목조대왕이 살던 집터가 문화재로 지정되어 있다. 양무 장군 내외분의 묘소를 영경묘 · 준경묘라고 추정할 때 '목조대왕 구거유지비(穆祖大王 舊居遺址碑)'를 세웠는데 대한제국 고종 어제로 되어 있다. 따라서 준경묘 · 영경묘 · 재실 · 목조대왕 구거유지 등을 합쳐 1981년 8월 5일 강원도 기념물 제43호로 지정받았다.
현재 활기리에서 고개를 넘어 준경묘에 가보면 강원도 두타산(頭陀山) 줄기에 신좌을향으로 양무장군의 묘가 있다. 안산을 바라보며 좌로 근산, 우로 대명산이 있고, 뒤로 방위산과 역마산이 있어 5봉으로 둘러싸여 있는데 산세를 보면 우백호는 우뚝하고 좌청룡이 미약하므로 전주이씨 후손은 장손들이 허약하다는 평가들이 나온다. 이것이 조선왕조가 장자보다 중자들이 계통을 잇게 되었다는 얘기이다.
조선 개국 160여 년 전에 양무장군이 이곳에서 죽자, 목조대왕은 선친의 묘 자리를 찾고 있었다. 마침 나무하러 두타산으로 올라갔던 집의 일꾼이 나무를 하다 쉬고 있는데, 근처에서 도승과 상좌승이 앉아 산맥을 보며, '저 곳에 묘를 쓰면 5대 후에 임금이 나겠다'는 도승의 말을 듣고, 나무하다 말고 뛰어 내려와 산주인인 목조대왕에게 알렸다고 한다.
목조대왕은 급히 달려가 도승 일행을 만나 백방으로 간청하니, 그 도승이 그 자리를 가리켜 주는데, 대신 어려운 조건이 제시되었는데 곧 개토제(開土祭) 때 소 1백 마리를 잡아야 하고, 관은 금관을 써야 효험이 난다는 것이었다.
이에 목조대왕은 고민 끝에 편법을 쓰기로 하였다. 곧 처가에 마침 흰소가 한 마리 있어 백우(百牛)를 백우(白牛)로 대체하고, 금으로 관을 만들 형편이 못 되니 황금 빛깔의 밀짚(일설에는 귀리짚)으로 관을 씌워 금관에 대신했다는 것이다. 그래서 백우금관설화가 탄생한 것이다.
이때 백우(百牛)를 백우(白牛)로 대신하여 1천년 사직이 반으로 줄어 5백년을 유지했다고 하고, 준경묘 사방 5봉의 산 수명이 각각 1백년이라 도합 5백년의 조선왕조의 수명이 되었다고도 한다. 이러한 얘기가 전해지고 있어 준경묘 자리는 오늘날도 풍수를 따지는 사람은 제일의 명당 중 하나로 보고 있다.

## 가계
- 조부 : 대장군 이용부(大將軍 李勇夫)
- 조모 : 이형(李珩)의 딸
  - 아버지 : 내시집주 이린(內侍執奏 李璘)
  - 어머니 : 남평 문씨 (고려문신 문극겸의딸)
    - 부인 : 삼척 이씨(三陟 李氏) 이강제(李康濟)의 딸,
      - 장남 : 목조대왕(穆祖大王) 이안사, 이주:삼척→의주(宜州)→오동(斡東, 알동), 고려 고종 41년(1254년)
      - 차남 : 이영필(李英弼, 생몰년 미상)
      - 삼남 : 이영밀(李英謐, 생몰년 미상)
      - 사남 : 이영습(李英襲, 생몰년 미상), 주부동정공파(主簿同正公派)

## 같이 보기
| - 영경묘 - 준경묘 - 이린(李璘) - 사열부원군 이거 - 이양익 - 조선 목조 - 조선 익조 - 조선 태조 - 고사일화 - 리인 보관됨 2013-11-02 - 웨이백 머신 - 전주이씨 대동종약원 - 리인 | - 고려 희종 - 고려 고종 - 고려 원종 - 무신정변 - 최씨무신정권 - 원(匈)의 침략 |

## 관련 서적
- 고려사
- 고려사절요